# جيم أبيل
جيم أبيل (بالإنجليزية: Jim Abel)‏ هو مغن مؤلف أمريكي، ولد في 1 مارس 1947.